# Faction de gauche

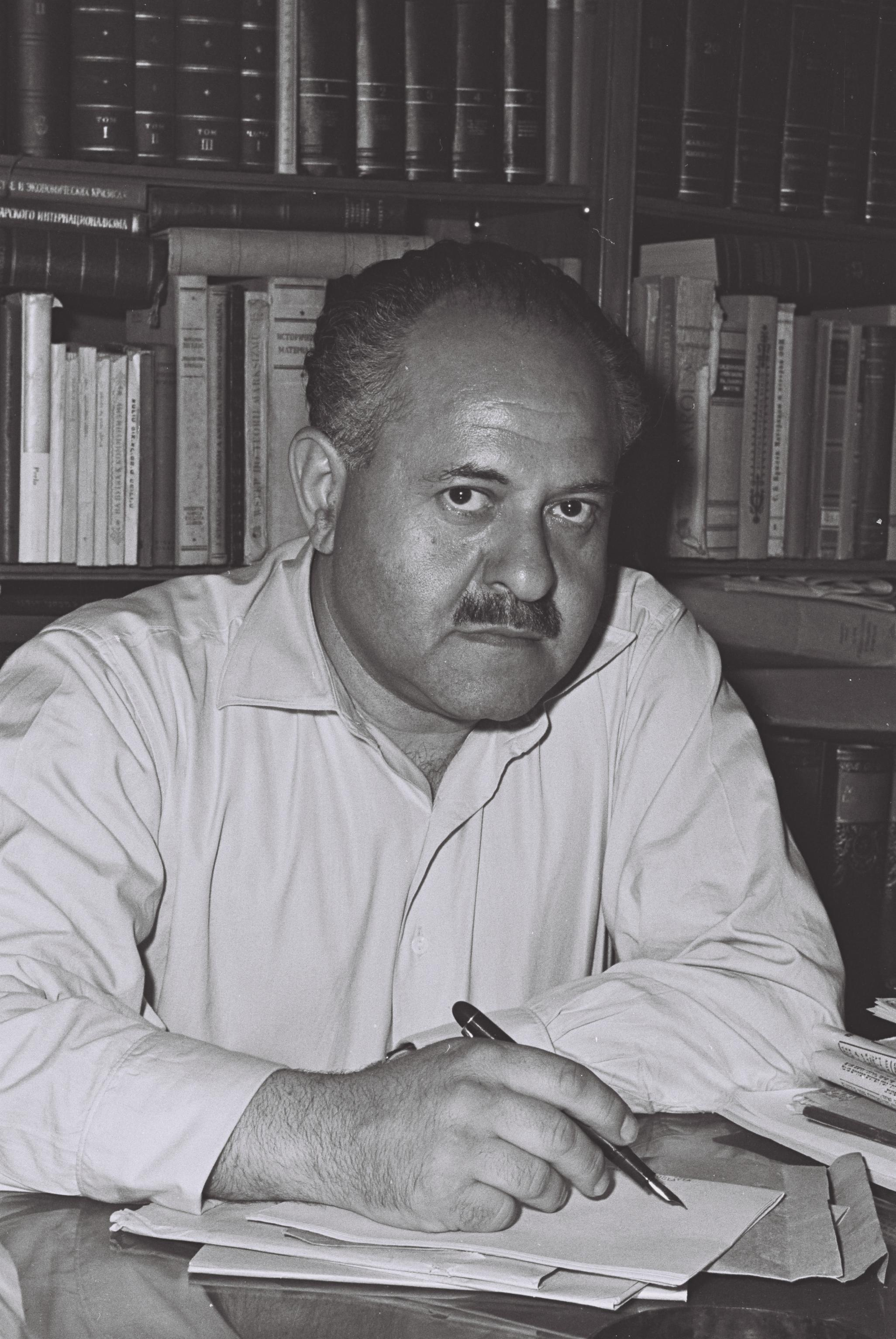
Moshe Sneh, cofondateur de la Fraction de gauche

La Faction de gauche (hébreu : סיעת שמאל, Siat Smol) était un parti politique israélien éphémère.

## Histoire
La Faction de gauche fut créée le 20 février 1952 (lors de la seconde session de la Knesset issue des élections de 1951) à partir d'une scission du Mapam à la suite des Procès de Prague. Ces procès-spectacles dans lesquels la plupart des dirigeants juifs  du Parti communiste de Tchécoslovaquie furent purgés, impliquèrent faussement l'envoyé du Mapam à Prague, Mordechai Oren, comme participant à une conspiration sioniste. Ce fait, ainsi que le discours secret de Nikita Khrouchtchev lors du XXe congrès du Parti communiste d'Union soviétique, conduisirent le Mapam à abandonner certaines de ses positions les plus radicales à gauche, et à se rapprocher de la social-démocratie.
Mécontents de cette évolution, plusieurs représentants à la Knesset du Mapam quittèrent le parti : Moshe Aram, Yisrael Bar-Yehuda, Yitzhak Ben-Aharon et Aharon Zisling recréèrent l'Akhdut HaAvoda Poale Zion, Hannah Lamdan et David Livschitz créèrent la Faction indépendante de l'Akhdut HaAvoda, alors que Rostam Bastuni (le premier arabe israélien représentant un parti sioniste à la Knesset), Adolf Berman et Moshe Sneh créaient la Faction de gauche.
Cependant, le parti cessa d'exister le 1er novembre 1954 lorsque Rostam Bastuni retourna au Mapam et qu'Adolf Berman et Moshe Sneh rejoignaient le parti communiste, le Maki.